# Werner von Erdmannsdorff
Werner von Erdmannsdorff (Bautzen, 27 luglio 1891 – Lubiana, 5 giugno 1945) è stato un generale tedesco.

## Biografia

### I primi anni
Werner von Erdmannsdorff nacque a Bautzen, allora facente parte dell'impero tedesco da una famiglia della nobiltà terriera; suo padre, Ferdinand von Erdmannsdorff amministrava la giustizia nel distretto, mentre la madre era Charlotte Kuhn. Seguendo la tradizione dei figli cadetti della famiglia, fu inviato a studiare presso la Scuola militare di Wahlstadt, dove il fratello Gottfried lo raggiunse pochi anni dopo. Werner si segnalò immediatamente come un eccezionale allievo, dotato di particolari capacità per la matematica, le lingue e la musica; dimesso e promosso sottotenente nel 1910, fu inviato a compiere studi specialistici in Inghilterra con la Fondazione Rhodes presso laccademia militare di Woolwich e l'università di Oxford presso il New College. Tornò in patria nel 1912 dopo aver conseguito approfonditi studi di scienze politiche; fu commissionato nell'Infanterie-Regiment Prinz Friedrich der Niederlande (2. Westfälisches) Nr. 15. Nel 1913 sposò Louise von Bernstorff, sorella del conte e membro della Fondazione Rhodes Albrecht von Bernstorff.

### La prima guerra mondiale
Erdmannsdorff partecipò alla prima guerra mondiale quale tenente presso lo stato maggiore del generale August von Mackensen al comando della 11 Armata nei Balcani; partecipò all'offensiva di Gorlice-Tarńow e successivamente all'offensiva contro la Romania nel 1916. Menzionato nel bollettino di guerra e nei dispacci di Mackensen, nel 1918 fu promosso capitano ed insignito della Croce di ferro di I classe.

### Gli anni di Weimar
Dopo la caduta della monarchia e la fine della guerra, Erdmannsdorff entrò immediatamente nella Reichswehr creata da Hans von Seeckt, già suo superiore in Romania. Fece parte della segreta missione tedesca diretta dall'ex generale Hermann von der Lieth-Thomsen in Unione sovietica; quale segretario personale di Seeckt prese parte attiva alle riforme che coinvolsero la Reichswehr, in particolare per quanto riguardava gli addestramenti del Truppenamt. Erdmannsdorff ebbe nella Reichswehr una rapida carriera, giungendo già nel 1932 al grado di tenente colonnello. Con l'allontanamento di Seeckt dai vertici militari e la sua sostituzione con il neutrale Wilhelm Heuye nel 1926, lo stesso Erdmannsdorff lasciò lo stato maggiore per continuare la carriera nel servizio attivo. Fu docente presso le scuole militari di Wahlstadt e Berlino-Lichterfelde e successivamente comandante militare di Görlitz; inoltre per un certo periodo restò accanto al suo vecchio superiore in Cina. dove Seeckt era consulente militare del generalissimo Chiang Kai-shek. Nel 1935 fu promosso colonnello.

### La Seconda Guerra Mondiale
Tornato in Germania Erdmannsdorff vide di malocchio l'avvento del nazismo, ma si mantenne sempre su posizioni moderate e neutrali; continuò la sua carriera militare nella Wehrmacht, giungendo nel 1937 al grado di maggior generale, divenuto così uno dei più giovani generali dell'esercito. Durante la seconda guerra mondiale partecipò alla campagna di Polonia e alla campagna di Francia e successivamente all'invasione della Jugoslavia. L'8 marzo 1942 fu decorato con la Croce del cavaliere della croce di ferro con fronde di quercia, la massima onorificenza tedesca. Dal 1944 fu comandante del LXXXXI Corpo d'armata succedendo al generale Ulrich Kleemann, che dirigeva le operazioni militari in Slavonia, uno dei maggiori centri della resistenza croata.

### Processo e morte
Il generale Erdmanmsdorff fu catturato in URSS nei pressi di Briansk e fatto passare in rassegna a Mosca insieme ad altri 57.000 prigionieri tedeschi il 17/07/1944. Vedi filmato " Sfilata di prigionieri tedeschi a Mosca - 17/07/1944 " su You Tube. Altre fonti invece erroneamente sostengono che nel
maggio 1945 Erdmanmsdorff si arrese in Austria all'esercito britannico, ma, come altri alti ufficiali tedeschi tra i quali Helmuth von Pannwitz, accusato di crimini di guerra fu consegnato prima ai sovietici e poi agli iugoslavi. Subì un sommario processo a Lubiana, accusato di crimini di guerra contro la popolazione civile ed in particolare di aver autorizzato il massacro del villaggio di Cernegorskt compiuto da soldati della Wehrmacht insieme a militanti ustascia; in particolare il generale ricevette l'imputazione di aver ordinato ed incoraggiato lo sterminio indiscriminato della popolazione civile, pogrom, stupri e operazioni di repressione anti-partigiana. Erdmannsdorff non si difesa dalle accuse mosse e fu giustiziato con il generale Gustav Fehn in un boschetto presso Lubiana da un plotone d'esecuzione. Successivamente il ruolo di Erdmannsdorff nel massacro di Cernegorskt venne smentito da testimone oculari in quanto allora il generale non era nemmeno comandante del LXXXXI Corpo d'armata e non si trovava in Jugoslavia; perciò egli è stato ufficialmente riabilitato dal presidente croato Stjepan Mesić.